# Arnavut

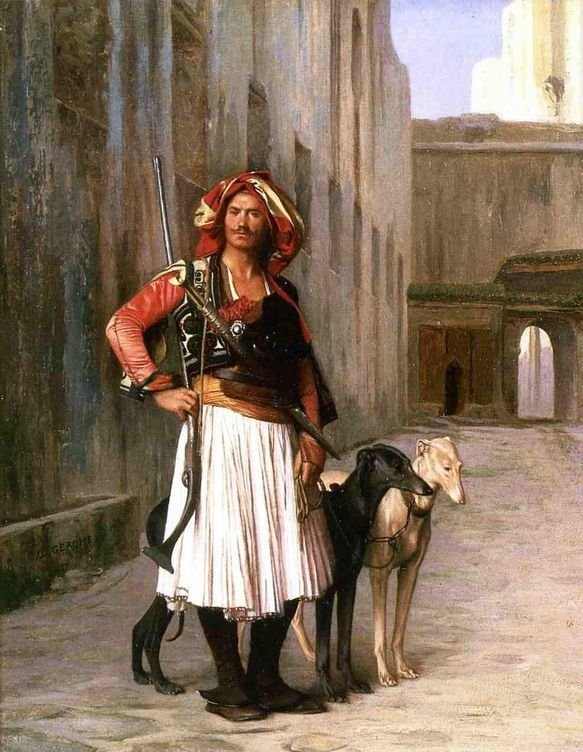
Arnaut al Cairo, un dipinto di Jean-Léon Gérôme.

Arnavut (in turco ottomano: ارناود) è un etnonimo turco usato per denotare gli albanesi. Arvanid (اروانيد), Arnavud (آرناوود), plurale: Arnavudlar (آرناوودلر), in turco moderno: Arnavut, plurale: Arnavutlar; sono etnonimi usati principalmente dai turchi ottomani e contemporanei per identificare i cristiani albanesi che entrarono al loro servizio, e per metonimia truppe mercenarie cristiane di varie origini etniche al servizio dell'Impero Ottomano.
Durante il periodo di Carlo I d'Angiò e dell'Impero serbo di Dušan, le popolazioni albanesi furono usate come coloni-soldati per difendere l'Epiro, la Tessaglia, l'Etolia, l'Attica e l'Acarnania. Anche i latini della Grecia (Franchi e Veneziani) li usavarono come mercenari per difendere il Peloponneso.

## Etimologia

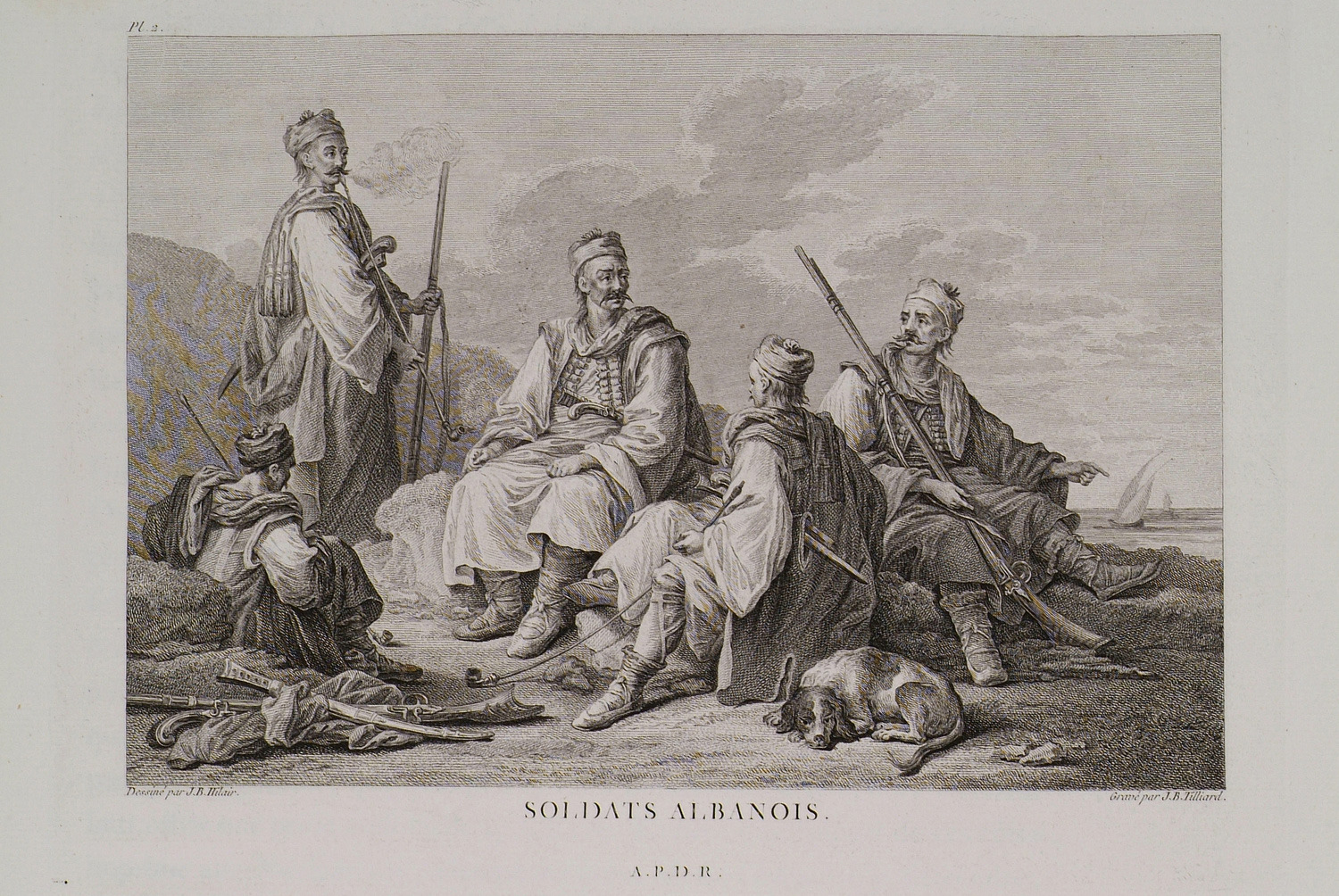
Arnauti in Grecia, in Voyage Pittoresque en Grèce, di Marie-Gabriel-Florent-Auguste de Choiseul-Gouffier (1782).

L'etnonimo greco originale Άλβανίτης (approssimativamente "Álbanítis"), derivato da Άλβάνος ("Álbános"), divenne Άρβανίτης "Árvanítis" in greco moderno. La pronuncia di "β" è cambiata da / b / nel greco antico a / v / nel greco bizantino. Ciò si riflette nel termine turco, Arnavut o Arnaut, per mezzo della metatesi (da -van- a -nav -). Un termine greco correlato è Arvaniti.

## Uso

### Identificatore etnico
Durante l'era ottomana, il nome era comunque usato per gli albanesi etnici delle loro affiliazioni religiose, proprio come lo è oggi.
Tra la fine del diciottesimo e l'inizio del diciannovesimo secolo, a causa di disordini sociopolitici da parte di alcuni albanesi nei Balcani, il termine fu usato come indicatore etnico per gli albanesi oltre alla solita terminologia religiosa del millet per identificare le persone nei documenti di stato ottomani. Mentre il termine usato nelle fonti ottomane per il paese era Arnavudluk (آرناوودلق) per aree come Albania, Macedonia occidentale, Serbia meridionale, Kosovo, parti della Grecia settentrionale e Montenegro meridionale. Nel turco moderno Arnavutluk si riferisce solo alla Repubblica d'Albania.

### Trasferimento ad altre lingue
Il termine Arnā'ūṭ (الأرناؤوط) entrò anche nella lingua araba come esonimo per le comunità albanesi che si stabilirono nel Levante durante l'era ottomana in poi, specialmente per quelle residenti in Siria. Il termine Arnaut (Арнаут), plurale: Arnauti (Арнаути) è stato anche preso in prestito nelle lingue slave balcaniche meridionali come il bulgaro e all'interno del serbo il termine ha anche acquisito connotazioni peggiorative riguardo agli albanesi.
In Ucraina, gli albanesi che vivevano a Budzhak e che in seguito si stabilirono anche nel litorale di Azov nell'oblast di Zaporizhia sono noti anche come Arnaut. Nella città di Odessa ci sono due strade che fanno riferimento: la grande via Arnaut e la piccola via Arnaut.

### Soldati Albanesi Ottomani
Storicamente utilizzato come esonimo, il termine turco Arnaut è stato utilizzato anche per esempio da alcuni europei occidentali come sinonimo di albanesi impiegati come soldati nell'esercito ottomano. In rumeno arnăut era usato in modo simile, almeno dal XVIII secolo, per mercenari albanesi vestiti con abiti tradizionali e assoldati dai governanti dei principati rumeni per le loro guardie di corte, o dai boiardi come guardie del corpo.